# Sphinx pitzahuac
Sphinx pitzahuac is een vlinder uit de familie van de pijlstaarten (Sphingidae). De wetenschappelijke naam van de soort werd in 1948 gepubliceerd door Mooser.